# Lanslevillard
Lanslevillard este o comună în departamentul Savoie din sud-estul Franței. În 2009 avea o populație de 457 de locuitori.

## Evoluția populației
| An        | 1975 | 1982 | 1990 | 1999 | 2006 | 2009 |
| --------- | ---- | ---- | ---- | ---- | ---- | ---- |
| Populație | 306  | 371  | 392  | 431  | 447  | 457  |